# 南遺
南遗，春秋時期魯國三桓季氏的家臣。
前566年（周灵王六年、鲁襄公七年），南遗出任费邑县宰。叔仲昭伯做了隧正，想要讨好季氏，因而谄媚南遗。他对南遗说：“你去请求在费地筑城，我多给你劳力。”因此季氏在费地筑城。前538年（周景王七年、魯昭公四年），叔孙豹去世，鲁昭公派杜泄主持安葬，竖牛送财货给叔仲昭子和南遗，让他们在季武子那里说杜泄的坏话，而换掉他。杜泄准备用路车随葬，并且全部按照卿的礼仪安葬。南遗对季武子说：“叔孙没有乘坐过路车，怎么能用它安葬？而且正卿没有路车，副卿用来随葬，不也是不对吗？”季武子同意。让杜泄不要使用路车。杜泄坚决反对，季武子这才让他用路车随葬。前537年（周景王八年、魯昭公五年），仲壬从齐国回来，季武子想要立他为叔孙的继承人。南遗说：“叔孙氏势力强大，季氏势力削弱。他发生家乱，主公不要参予，不也可以吗？”南遗让鲁国国人帮助竖牛在府库的庭院里攻打仲壬。司宫用箭射仲壬，射中眼睛死了。竖牛取得了鲁国东部边境的三十个城邑，送给了南遗。